# 牛之谷站
牛之谷站（日语：／ Ushinoya eki）是位於福井縣蘆原市牛之谷36番11號，福井幸福鐵道的Hapi-line Fukui線車站。

## 歷史
- 1918年（大正7年）11月15日 - 國有鐵道北陸本線細呂木站至大聖寺站之間開設熊坂號誌站。
- 1921年（大正10年）4月15日 - 升級至車站，成為牛之谷站（一般車站）。
- 1948年（昭和23年）
  - 6月28日 - 發生福井地震，使車站大樓傾倒[1]。
  - 9月21日 - 開始進行車站大樓復修工程[1]。
  - 12月19日 - 車站大樓復修工程竣工[1]。
- 1961年（昭和36年）10月1日 - 終止貨物起卸業務（成為旅客車站）。
- 1971年（昭和46年）3月25日 - 終止行李起卸業務。
- 1987年（昭和62年）4月1日 - 伴隨國鐵分割民營化，車站由西日本旅客鐵道（JR西日本）營運。
- 2018年（平成30年）9月15日 - 此站可以使用ICOCA[2][3]。
- 2024年（令和6年）3月16日 - 隨北陸新幹線延伸至敦賀，車站改由福井幸福鐵道營運。

## 車站構造
車站是一座地面車站，設有1面2線的島式月台。雖然此站設有停泊維修車輛路軌，但是沒有絶對信號機，因此不能定義為停留所。車站大樓位於路軌東邊，月台與車站大樓之間設有站內平交道連接。廁所位於閘口外。
此站為由福井地域鐵道部管理的無人車站。車站沒有自動售票機，設有IC卡專用的簡易閘機。
此站是福井縣最北車站，在車站以北約0.5公里便到達熊坂隧道，繼而進入石川縣。同時，此站是在福井地域鐵道部管轄範圍內最北車站，鄰站大聖寺站至金澤方向的車站由金澤分社直轄。

### 月台
| 月台 | 路線               | 上下行 | 方向           |
| ---- | ------------------ | ------ | -------------- |
| 1    | ■Hapi-line Fukui線 | 上行   | 福井、敦賀方向 |
| 2    | ■Hapi-line Fukui線 | 下行   | 金澤方向       |

- 在引入ICOCA後，此站開始編排月台編號。近車站大樓一方的月台是1號月台。
- 關於接近警告機的音樂，下行月台會播放「村之鍛冶屋（日语：村の鍛冶屋）」，上行月台會播放「致愛麗絲」。

## 使用狀況
根據「福井縣統計年鑑」，在2018年（平成30年）度，1日平均乘車人次為23人。以下列出近年1日平均乘車人次：
| 年度   | 一日平均 乘車人次 |
| ------ | ----------------- |
| 1997年 | 94                |
| 1998年 | 99                |
| 1999年 | 96                |
| 2000年 | 90                |
| 2001年 | 84                |
| 2002年 | 74                |
| 2003年 | 73                |
| 2004年 | 70                |
| 2005年 | 64                |
| 2006年 | 53                |
| 2007年 | 45                |
| 2008年 | 52                |
| 2009年 | 48                |
| 2010年 | 29                |
| 2011年 | 24                |
| 2012年 | 23                |
| 2013年 | 27                |
| 2014年 | 24                |
| 2015年 | 22                |
| 2016年 | 18                |
| 2017年 | 21                |
| 2018年 | 23                |

## 車站周邊
車站鄰近北陸自動車道。此站以北設有熊坂隧道。
- 越前鄉村俱樂部（高球場）

## 相鄰車站
Hapi-line Fukui
■Hapi-line Fukui線
細呂木－牛之谷－大聖寺

## 註腳
1. 1 2 3  『福井震災誌』（名古屋鐵道局，1950年）
2. 1 2   (PDF) (新闻稿). 西日本旅客鉄道金沢支社. 2018-05-30  [2020-09-13]. （原始内容 (PDF)存档于2019-05-28） （日语）.
3. ↑  . 福井新聞. 2018-05-31  [2018-06-04]. （原始内容存档于2018-06-04） （日语）.
4. ↑  福井縣統計年鑑 （页面存档备份，存于）（日語）
5. ↑   (PDF). 福井県.   [2020-05-10]. （原始内容存档 (PDF)于2021-11-03） （日语）.

## 外部連結
- 牛之谷 - Hapi-line Fukui（日語）